# لناردداروتس
لناردداروتس (به مجاری:  Lénárddaróc) یک منطقهٔ مسکونی در مجارستان است که در ناحیه اوزد واقع شده‌است.